# Giuseppe Molajoni
Giuseppe Molajoni (n. 25 martie 1780 – d. 16 martie 1859) a fost un episcop romano-catolic al Diecezei de Nicopole și administrator apostolic al Valahiei, cu sediul la Biserica romano-catolică din Cioplea.
Giuseppe Molajoni a fost călugăr pasionist. Hirotonirea sa episcopală a avut loc în data de 25 septembrie 1825.
Episcopul Molajoni a înființat Parohia romano-catolică din Craiova în 1827 și Parohia romano-catolică din Ploiești în anul 1843.